# Nanumea (isola)
Nanumea è l'isola più grande e meridionale dell'omonimo atollo di Nanumea, a Tuvalu, uno stato insulare del Pacifico meridionale.
Nanumea è lunga circa 4,6 chilometri e larga al massimo 600 metri. Sul braccio occidentale si trova Lolua, la capitale dell'atollo.
Sul braccio orientale e scarsamente popolato dell'isola, l'esercito americano costruì una pista adatta ai bombardieri durante la seconda guerra mondiale. Essa è stata invasa dalla vegetazione e oggi è difficilmente riconoscibile come pista di atterraggio.

## Storia
La leggenda narra che il primo uomo a giungere a Nanumea fu Tefolaha, armato con una lancia di legno nera. Sempre secondo la tradizione orale, fu proprio con questa lancia, chiamata Kaumaile, che suo nipote Lapi sconfisse il gigante Toulapoupou circa 800 anni fa, liberando e pacificando l'isola.
Per gli abitanti di Nanumea la lancia è un oggetto sacro, una reliquia risalente al periodo dell'insediamento sulla loro isola. Questa, dopo essere stata conservata in un museo britannico, ha fatto ritorno sull'isola ed è stata recentemente studiata scientificamente. Le analisi hanno confermato un'età di circa 880 anni. Il legno di cui è fatta è risultato essere di casuarina (Casuarina equisetifolia), un albero originario di Australia, Thailandia, Filippine e isole Figi che non si trova nelle vicinanze di Nanumea.